# Forcipata ortha
Forcipata ortha är en insektsart som beskrevs av Delong och Caldwell 1936. Forcipata ortha ingår i släktet Forcipata och familjen dvärgstritar. Inga underarter finns listade i Catalogue of Life.